# التهاب الارتكاز
التهاب الارتكاز هوَ التهاب في الارتكاز، والمواقع التي تدخل فيها الأوتار أو الأربطة في العظام. إنه اعتلال إنثيزمي، وهوَ حالة مرضية للأطروحات. المظاهر السريرية المبكرة هيَ إحساس مؤلم يشبه "العمل أكثر من اللازم"، ويتحسن مع النشاط. إنه أسوأ في الصباح (بعد النوم وعدم التحرك). يؤلم إدخال العضلات بشكل بؤري للغاية لأنه ينضم إلى العظام، ولكن هناك القليل من الألم أو لا يوجد ألم على الإطلاق مع الحركة السلبية. هناك بعض حالات التهاب المفاصل الأولي المعزول والتي لم تُدرس ولم تُفهم بشكل جيد للغاية. من المعروف أنه مرتبط بأمراض المناعة الذاتية الأخرى، مثل: اعتلال المفاصل الفقارية والصدفية (يعتقد أنه غالبًا ما يسبق التهاب المفاصل الصدفي). يوجد التهاب المناعة الذاتية الشائع في الكعب، حيث يرتبط وتر العرقوب بالعقبي.
يرتبط باعتلال المفاصل بروتين HLA B27، مثل: التهاب الفقار القسطي والتهاب المفاصل الصدفي والتهاب المفاصل التفاعلي. تشمل الأعراض نقاط متعددة من الألم عند الكعب، وأحدوبة قصبة الساق، والقمة الحرقفية، ومواقع إدخال الأوتار الأخرى.

## صور

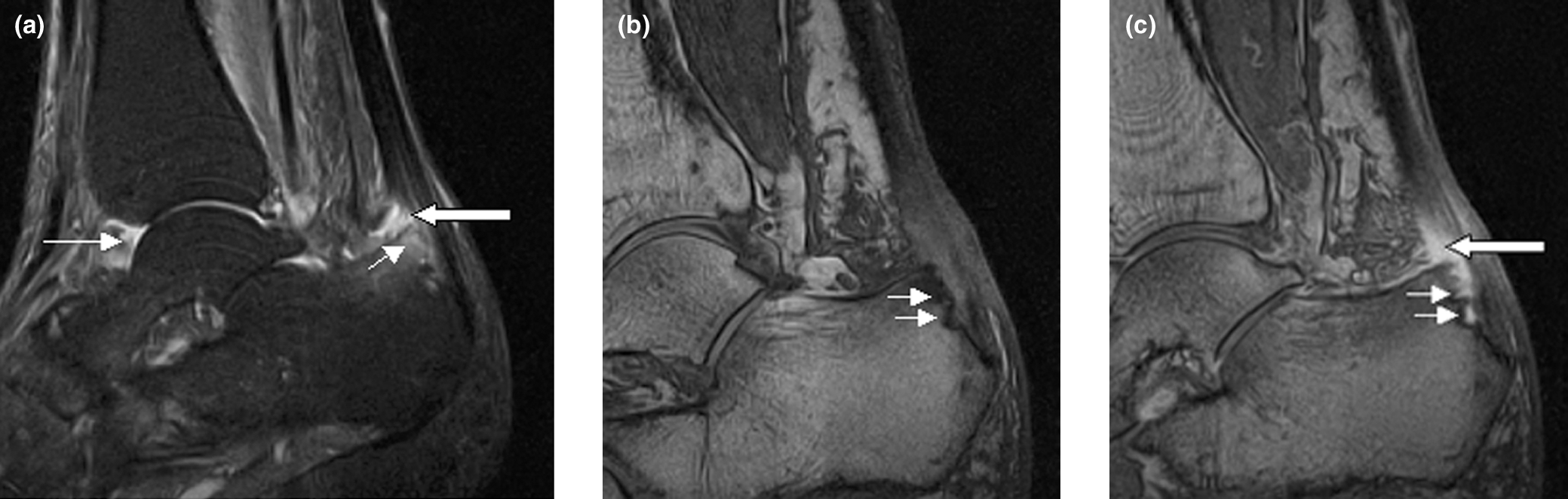
صور الرنين المغناطيسي السهمي لمنطقة الكاحل: التهاب المفاصل الصدفي. (أ) صورة قصيرة لاستعادة انعكاس تاو، تظهر شدة إشارة عالية عند إدخال وتر العرقوب (التهاب المفاصل، السهم السميك) وفي الغشاء الزليلي لمفصل الكاحل (التهاب الغشاء المفصلي، سهم رفيع طويل). تظهر وذمة نخاع العظم عند إدخال الوتر (سهم رفيع قصير). (ب، ج) الصور المرجحة T1 لقسم مختلف من نفس المريض، قبل (اللوحة ب) وبعد (اللوحة ج) حقن التباين في الوريد، تؤكد الالتهاب (سهم كبير) في البطانة وتكشف عن تآكل العظام عند إدخال الأوتار (أسهم رفيعة قصيرة).

## شروط ذات صلة
شروط قريبة تشريحيًا ولكن منفصلة هي:
- التهاب الحاج، التهاب التعلق العظمي، يرتبط عمومًا بالإفراط في الاستخدام بين الأطفال المتناميين.[6][7][8]
- التهاب الأوتار هوَ اضطراب في الوتر، ويرتبط بإصابة مباشرة أو أنشطة متكررة.[9]